# Кључаровци при Љутомеру
Кључаровци при Љутомеру (словен. Ključarovci pri Ljutomeru) је насељено место у општини Крижевци, Помурска регија, Словенија.

## Историја
До територијалне реорганизације у Словенији били су у саставу старе општине Љутомер.

## Становништво
У попису становништва из 2011. године, Кључаровци при Љутомеру су имали 357 становника.
| Број становника према пописима | Број становника према пописима | Број становника према пописима |
| ------------------------------ | ------------------------------ | ------------------------------ |
| 1991                           | 2002                           | 2011                           |
| 391                            | 377                            | 357                            |